# Utekhol
Utekhol è una suddivisione dell'India, classificata come census town, di 7.286 abitanti, situata nel distretto di Raigad, nello stato federato del Maharashtra. In base al numero di abitanti la città rientra nella classe V (da 5.000 a 9.999 persone).

## Geografia fisica
La città è situata a 18° 14' 59 N e 73° 17' 32 E.

## Società

### Evoluzione demografica
Al censimento del 2001 la popolazione di Utekhol assommava a 7.286 persone, delle quali 3.733 maschi e 3.553 femmine. I bambini di età inferiore o uguale ai sei anni assommavano a 987, dei quali 534 maschi e 453 femmine. Infine, coloro che erano in grado di saper almeno leggere e scrivere erano 5.409, dei quali 2.949 maschi e 2.460 femmine.